# Георги Атанасов (композитор)
Вижте пояснителната страница за други личности с името Георги Атанасов.
Маестро Георги Атанасов е български композитор и диригент, представител на първото поколение български композитори и основател на българското оперно изкуство.
Автор е на 6 опери – нещо невероятно за тогавашните условия. Той написва и други произведения: малки детски оперети, които дълго време задоволяват нуждите на детската и училищната самодейност, песни, маршове, детски песнички, пиеси за пиано и др., но творческите му интереси са насочени почти изцяло към операта. Условията, при които работи маестро Атанасов – второто и третото десетилетие на 20 век – са изключително трудни и цялото му творчество е плод на безкрайната му любов към музиката. С много усилия и жертви той успява да завърши своите шест оперни произведения, които не само поставят начало на българското музикално творчество от този вид, но и в продължение на много години отговарят на нуждите на българския оперен репертоар. От шестте му опери три са на битова и три на историческа тематика. Маестро Атанасов започва да твори под силното влияние на италианската опера, по-късно акцентира върху народностния характер на произведенията си, а в последните си творби се стреми към един по-съвременен музикален език и по-ново отношение към проблемите. Неговото оперно творчество се отличава с подчертана мелодичност, тясна връзка с народностното звукотворчество и достъпен музикален език.

## Биография
Маестро Георги Атанасов е роден на 6 май 1882 г. в Пловдив. Детството му е съпътствано от мизерия и недоимък. От малък проявява музикалното си дарование и една случайност му помага да започне първите си уроци по пиано при композитора Панайот Пипков, който безплатно обучава останалото без родители момче. На 15-годишна възраст започва да учи музикална теория, тромбон и пиано в Букурещкото музикално училище. Свири на тромбон в Букурещкия оперен оркестър. По това време прави и първите си композиционни опити. Не успява да завърши и се връща в България през 1898 г.
През 1901 г. заминава за Италия, където следва композиция и контрапункт при Пиетро Маскани в консерваторията в Пезаро. През 1903 г. завършва с титлата „маестро ди музика“.
Отново се завръща в родината си и започва да работи като капелмайстор в Хасково, Карлово и Пловдив, до 1914 г. когато се мести в София. Назначен е за капелмайстор на Гвардейския оркестър в София (1914 – 20; 1923 – 26) и във Военното училище (1920 – 23; 1926 – 31). Работи и като диригент на оркестъра на Софийската опера (1922 – 23).
Изнесените почти сто симфонични концерта с Гвардейския оркестър утвърждават маестро Атанасов като най-значимия диригент в България от 1920-те години. Те дават възможност на българската аудитория за първи път да се докосне до композитори като Бетховен, Вебер, Моцарт, Бах, Чайковски, Глинка, както и до произведения на български композитори като Никола Атанасов (Симфония № 1, 1918), Панчо Владигеров (Първи клавирен концерт, 1920), Добри Христов, Петко Наумов, Саша Попов, Ана Тодорова и други.
Първата си опера – „Борислав“, маестро Атанасов написва през 1911 година по едноименната драма на Иван Вазов. Шест години по-късно той създава втората си опера, вече с битов сюжет – „Гергана“, която десетилетия наред се ползва с успеха на най-популярните оперни произведение в България. По-късно Атанасов написва още две битови опери – „Запустялата водениеца“, либретото е от Александър Морфов и „Цвета“ – по сюжета на нашумялата тогава драма „Македонската кървава сватба“ от Войдан Чернодрински. Другите две опери на маестрото отново са с исторически сюжет – „Косара“ (1926) по либрето на Боян Дановски и „Алцек“ (1930) по либрето на Петър Карапетров. „Косара“ и „Алцек“ са написани със значително по-сложна композиционна техника и сравнително по-трудно са били приети от широката публика.
Значителна роля в българския музикален живот от онова време са играли и другите произведения на композитора, особено малките детски оперети „Болният учител“ (1909), „За птички“ (1911), „Самодивското извроче“ (1912), „Златното момиче“ (1914), „Малкият герой“ (1915), а също така и неговите песни и маршове. Атанасов има заслуги и като оперен и симфоничен диригент.
На 49-годишна възраст маестро Атанасов развива много тежка форма на диабет, което налага лечението му в чужбина. Получава помощ от италианския институт „Про ориенте“, благодарение на която заминава за Италия, но лечението се оказва закъсняло и неуспешно и той умира на 17 ноември 1931 г. По инициатива на негови приятели и почитатели през 1936 г. са събрани пари за пренасяне на тленните му останки в София, където повторно е погребан през февруари 1937 г.

## Памет
На маестро Атанасов е наречена улица в квартал „Драгалевци“ в София (Карта). В гр.Пловдив ж.к Тракия микрорайон А3 носи също неговото име

## Произведения
Маестро Георги Атанасов е автор на:
- 6 опери написани върху исторически, битови и романтични сюжети:
  - 1911 – „Борислав“ – по едноименната историческа драма на Иван Вазов, който обаче отказва на маестрото сътрудничество за либретото на операта, поради което негов автор е Никола Попов;
  - 1917 – „Гергана“ – по поемата на Петко Славейков, „Изворът на белоногата“, по либрето на Любомир Бобевски;
  - 1922 – „Запустялата воденица“, либрето на Александър Морфов;
  - 1924 – „Цвета“ – по „Македонска кървава сватба“ на Войдан Чернодрински, който е автор на либретото (до 1929 г., операта е носела същото име);
  - 1926 – „Косара“ – по либрето на Боян Дановски;
  - 1930 – „Алцек“ – по либрето на Петър Карапетров.

- 1916 – „Моралисти“ по либрето на Стоян Миленков; първата българска оперета за възрастни

- 5 детски оперети:
  - 1909 – „Болният учител“
  - 1911 – „За птички“
  - 1912 – „Самодивско изворче“
  - 1915 – „Малкият герой“ (изгубена)
  - 1920 – „Златното момиче“

- маршове, детски песни, китки за духов оркестър, 10 обработки за пеене и пиано; 5 пиеси за соло пиано и др.